# Sokorbé
Sokorbé ou Sokorbey est une localité et une commune rurale du Niger, du département de Dosso, région de Dosso.

## Géographie
La localité de Sokorbé est située à 15 km au sud du chef-lieu départemental Loga.
|            | Loga       | Loga  |
| Koygolo    | Sokorbé    | Mokko |
| Garankédey | Garankédey | Mokko |

## Histoire
La commune rurale de Sokorbé instaurée en 2002, est issue d'une partie du canton de Sokorbé.

## Population
Lors du recensement général de 2012, la population communale est relevée à 35 579 habitants. La localité compte 4 358 habitants en 2012.

## Localités
La commune s'étend sur 22 villages, 38 hameaux et 20 camps au sud-ouest du département de Loga.

## Services et infrastructures
- Centre de Santé Intégré (CSI) à Sokorbé, Bamey, Madou et Moussa Dey Béri[5].
- Collège d'enseignement général (CEG) à Sokorbé, Moussa Dey Béri.
- Centre de formation des métiers (CFM) à Sokorbé.